# Stazione di Kashiwabara (Shiga)
La stazione di Kashiwabara (柏原駅?, Kashiwabara-eki) e una stazione ferroviaria situata nella città di Maibara, nella prefettura di Shiga in Giappone. La stazione e gestita dalla JR Central e serve la linea principale Tōkaidō.

## Linee
JR Central
■ Linea principale Tōkaidō

## Struttura
La stazione è costituita da un marciapiede a isola e uno laterale con 3 binari in superficie.
| 1 | ■ Linea principale Tōkaidō | Binario di servizio        |
| 2 | ■ Linea principale Tōkaidō | per Maibara, Kyoto e Osaka |
| 3 | ■ Linea principale Tōkaidō | per Ōgaki e Nagoya         |
| 4 | ■ Linea principale Tōkaidō | Binario di servizio        |

## Stazioni adiacenti
| ≪                        | Servizio                 | ≫                        |
| Linea principale Tōkaidō | Linea principale Tōkaidō | Linea principale Tōkaidō |
| ------------------------ | ------------------------ | ------------------------ |
| Sekigahara               | Tutti i treni            | Ōmi-Nagaoka              |